# Клинский кремль
Клинский кремль — древнейшая укреплённая часть Клина Московской области.

## История
Впервые упоминается в летописях под 1317 годом, когда он в качестве пограничной крепости Тверского княжества был разорён войском Суздальской земли и татарами. В 1319 году Клин стал центром удельного Клинского княжества, а его кремль — резиденцией удельного князя Константина Михайловича. Предположительно, Клин пострадал во время нашествия Едигея в 1408 году и пребывал в запустении до 1450 года. В XVI веке Клин входил в состав единого Русского государства, а его крепость охраняла путь из Москвы в Тверь и Великий Новгород. В 1617 году в крепости Клина успешно оборонялся от поляков и литовцев воевода Дмитрий Петрович Лопата Пожарский. В середине XVII века Клинский кремль в связи с утратой военного значения пришёл в негодность. По описи 1678 года от него остался лишь земляной вал. В конце XVIII века он был срыт по новому регулярному плану города.

## Описание
Деревянный Клинский кремль высился на живописном  высоком холме на узком перешейке в излучине реки Сестры. Защитой кремля с двух сторон служил земляной вал высотой 4,2 м, с двух других — крутые береговые откосы. В плане крепость образовывала прямоугольник, а её стены венчали, вероятно, шесть—восемь башен, в том числе две проездные. В кремле находился воеводский двор, приказная изба и несколько жилых дворов. Размещение посадов относительно крепости напоминало крылья бабочки. Один находился в петле реки Сестры, другой — снаружи. На первом находился Успенский монастырь с одноимённым каменным собором и деревянной церковью Сергия Радонежского. Другой посад, являвшийся более многолюдным, включал в себя торговую площадь с лавками и питейным двором, а также соборную Воскресенскую церковь, сначала деревянную, а с 1717 года — кирпичную. В настоящее время из строений-современников кремля сохраняется лишь Успенская церковь. Соборный ансамбль на Советской площади включает Троицкий собор, Воскресенскую церковь и колокольню.